# Iliiuvți, Veliko Tărnovo
Iliiuvți (în bulgară Илиювци) este un sat în comuna Elena, regiunea Veliko Tărnovo,  Bulgaria. 

## Demografie
Componența etnică a satului Iliiuvți
     Nicio identificare (100%)
     Altele (0%)
La recensământul din 2011, populația satului Iliiuvți era de 2 locuitori. . Pentru 100,0% din locuitori nu este cunoscută apartenența etnică.